# جليل البنداري
جليل البنداري (16 ديسمبر 1916 - 29 نوفمبر 1968) هو كاتب وصحفي وناقد فني مصري.

## حياته
ولد في ديسمبر1916 وتوفي في29 نوفمبر1968 عن عمرلا يتجاوز52 عاما بدأ حياته العملية في مصلحة التليفونات ويلتحق بالعمل في مؤسسة الأخبار التي تدرج بها حتي استطاع أن يصبح من كبار الكتاب والنقاد.
تميز بأسلوبه اللاذع وسلاطة اللسان لدرجة أن السيدة أم كلثوم بخفة دمها المعهودة كانت تقول عنه ان اسمه الحقيقي (جليل) الأدب (بنداري) عليه، أشتهرت التسميات التي كان يطلقها على الفنانين أو الأعمال الفنية فهو الذي أطلق على عبد الحليم حافظ لقب (العندليب الاسمر)، وعلى لقاء ام كلثوم وعبد الوهاب في أغنية أنت عمري (لقاء السحاب).
كان واحدا من ألمع الصحفيين وأكثرهم شهرة علي مدي ما يقرب من أكثر من نصف قرن، وعرفه قراء أخبار اليوم جيدا بسبب تحريره لمئات المقالات والموضوعات الفنية، فهو أول من أطلق علي أم كلثوم 'معبد الحب'، وعبد الحليم 'جسر التنهدات' وهو جد المخرج السينمائي أحمد البنداري

## أعماله
تأليف
- وداد الغازية (1983).... قصة
- مبة كشر (1974).... قصة
- شفيقة القبطية (1963).... قصة
- لوعة الحب (1960).... قصة
- العتبة الخضراء (1959).... قصة وسيناريو وحوار
- أبو عيون جريئة (1958).... قصة وسيناريو وحوار
- موعد مع ابليس (1955).... مؤلف
- الأنسة حنفي (1954).... قصة وسيناريو وحوار
- صورة الزفاف (1952).... حوار
- العقل زينة (1950).... حوار
- فتح مصر (1948).... حوار
- الشاطر حسن (1948).... حوار

موسيقى
- صورة الزفاف (1952).... تأليف الأغانى
- مبروك عليكى (1949).... تأليف الأغانى
- المستقبل المجهول (1948).... تأليف الأغانى
- الشاطر حسن (1948).... تأليف الأغانى
- نجف (1946).... تأليف الأغانى
- شهرزاد (1946).... تأليف الأغانى
- الأبرياء (1944).... تأليف الأغانى

الإنتاج
- موعد مع ابليس (1955).... منتج
- الأنسة حنفي (1954).... إنتاج

## روابط خارجية
- جليل البنداري على موقع الدهليز
- جليل البنداري على موقع قاعدة بيانات الأفلام العربية
- جليل البنداري على موقع ديسكوغز (الإنجليزية)